# Archäologische Sammlung Weißenhorn
Die Archäologische Sammlung Weißenhorn (auch Archäologisches Museum Weißenhorn) ist ein archäologisches Museum in der schwäbischen Stadt Weißenhorn im Landkreis Neu-Ulm. Das von der Stadt und dem Förderkreis des Archäologischen Museums der Stadt Weißenhorn e.V. getragene Museum wurde 1979 in sechs Räumen im zweiten Obergeschoss des ehemaligen Schulhauses eingerichtet. Auf einer Fläche von etwa 100 m² präsentiert es die in der Umgebung von Weißenhorn geborgenen und konservierten archäologischen Funde aus der Altsteinzeit bis in das 19. Jahrhundert. Zu den Exponaten gehören neolithische Steingeräte, Grabbeigaben aus bronzezeitlichen Hügelgräbern,  Hausrat und Münzen der Römer sowie Keramikscherben des 11. bis 19. Jahrhunderts, die zahlenmäßig den größten Anteil haben.
Das Museum ist jeden zweiten und vierten Sonntag im Monat sowie nach Vereinbarung geöffnet.